# خورشیدگرفتگی ۱۹ سپتامبر ۱۸۱۹
خورشیدگرفتگی ۱۹ سپتامبر ۱۸۱۹ (به انگلیسی: Solar eclipse of 19 September 1819) یک خورشیدگرفتگی از نوع خورشیدگرفتگی جزئی بود. این خورشیدگرفتگی در تاریخ  ۱۹ سپتامبر ۱۸۱۹ روی داد که زمان اوج آن، ساعت ۱۳:۰۳:۴۷ به‌وقت ساعت هماهنگ جهانی بوده‌است.